# Bennone di Metz
Bennone di Metz, o anche Benno di Einsiedeln (in francese Bennon o Benoit) (Svevia, ... – Abbazia di Einsiedeln, 3 agosto 940), fu un monaco svevo, fondatore dell'Abbazia di Einsiedeln, che divenne vescovo di Metz; è considerato venerabile dalla Chiesa cattolica.

## Biografia
Nato in Svevia, era probabilmente imparentato con Rodolfo di Francia. Fu canonico della cattedrale di Strasburgo.
Verso il 906 si ritirò in eremitaggio sul luogo ove sorgerà l'Abbazia di Einsiedeln, vicino a Zurigo, santificato dalla morte per assassinio di san Meinrado. Raggiunto dai suoi discepoli, egli fece ricostruire la cappella e dissodare le terre circostanti..
Nel 925 Enrico I di Sassonia, per affermare la sua autorità su tale diocesi lo nominò vescovo di Metz, a dispetto delle norme che regolavano l'elezione dei vescovi di Metz.
Nel 927 alcuni abitanti di Metz, in gran parte artigiani, s'impadronirono di lui, lo mutilarono e gli cavarono gli occhi. Scomunicati dal concilio di Duisbourg, gli aggressori furono condannati a morte da re Enrico.. I colpevoli vennero impiccati all'interno della città..
Bennone si ritirò nuovamente ad Einsiedeln ove morì il 3 agosto del 940 e fu sepolto nella cappella che aveva fatto restaurare da Eberardo, primo abate di Einsiedeln.

## Culto
Riconosciuto come venerabile dalla Chiesa cattolica, alcuni autori lo definiscono beato o addirittura santo.
La sua memoria è celebrata il 3 agosto.